# Skamania
Skamania az Amerikai Egyesült Államok északnyugati részén, Washington állam Skamania megyéjében elhelyezkedő önkormányzat nélküli település.
A chinook nyelvű Skamania kifejezés jelentése „sebes víz”.